# Bandera del arado estrellado

Una variante moderna de la bandera del Arado Estrellado.

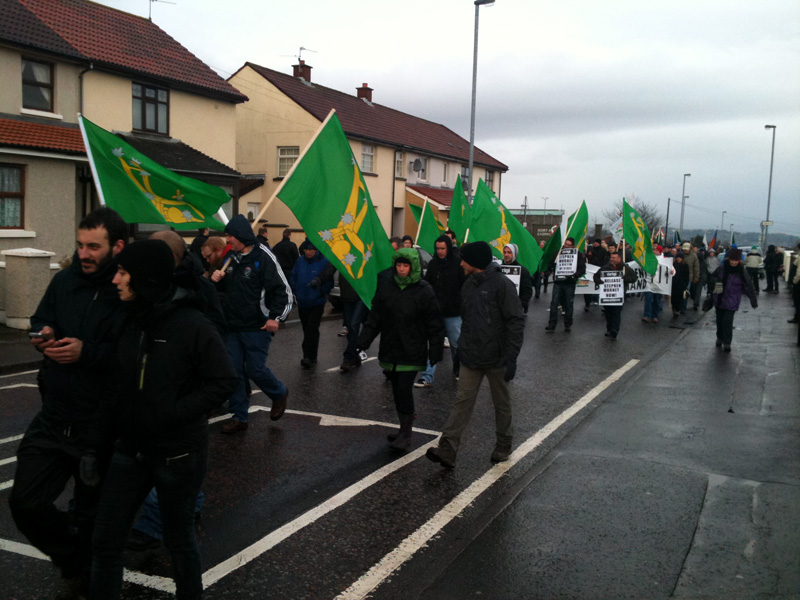
Miembros del partido político socialista Éirígí llevando banderas del Arado Estrellado en Derry, enero del 2013.

La bandera del arado estrellado (en irlandés: An Camchéachta; en inglés: Starry Plough) es una bandera que fue originalmente utilizada por el Ejército Ciudadano Irlandés, un movimiento republicano irlandés socialista, y posteriormente adoptada por otras organizaciones políticas irlandesas.

## Composición
El Arado Estrellado original fue diseñado por William H. Megahy, aunque el concepto puede haber sido creado por George William Russell, para el Ejército Ciudadano Irlandés consistente en estrellas plateadas sobre un fondo verde. La bandera describe un asterismo (una parte identificada) de la Osa Mayor, llamada El Arado -o "Arado Estrellado"- (The Plough -o "Starry Plough") en Irlanda y Gran Bretaña, el Cucharón (the Big Dipper) en América del Norte, y varios otros nombres en todo el mundo. James Connolly, cofundador del Ejército Ciudadano Irlandés junto a Jack Blanco y James Larkin, dijo que la importancia de la bandera era que una Irlanda libre controlaría su propio destino del arado a las estrellas. La espada como el cuchilla es también una referencia bíblica en Isaías 2:3-4. En el verso de La Biblia, Dios llama a sus seguidores a convertir sus armas en herramientas, cambiando los medios para la guerra por medios para la paz. Siendo las referencias bíblicas cruciales para el diseño de la bandera, conceptos socialistas como la clase trabajadora y el opresor forzándolos a tomar la cuchilla de sus arados como arma, dejan la bandera del Arado Estrellado como un diseño complejo abierto a múltiples interpretaciones.

## Historia

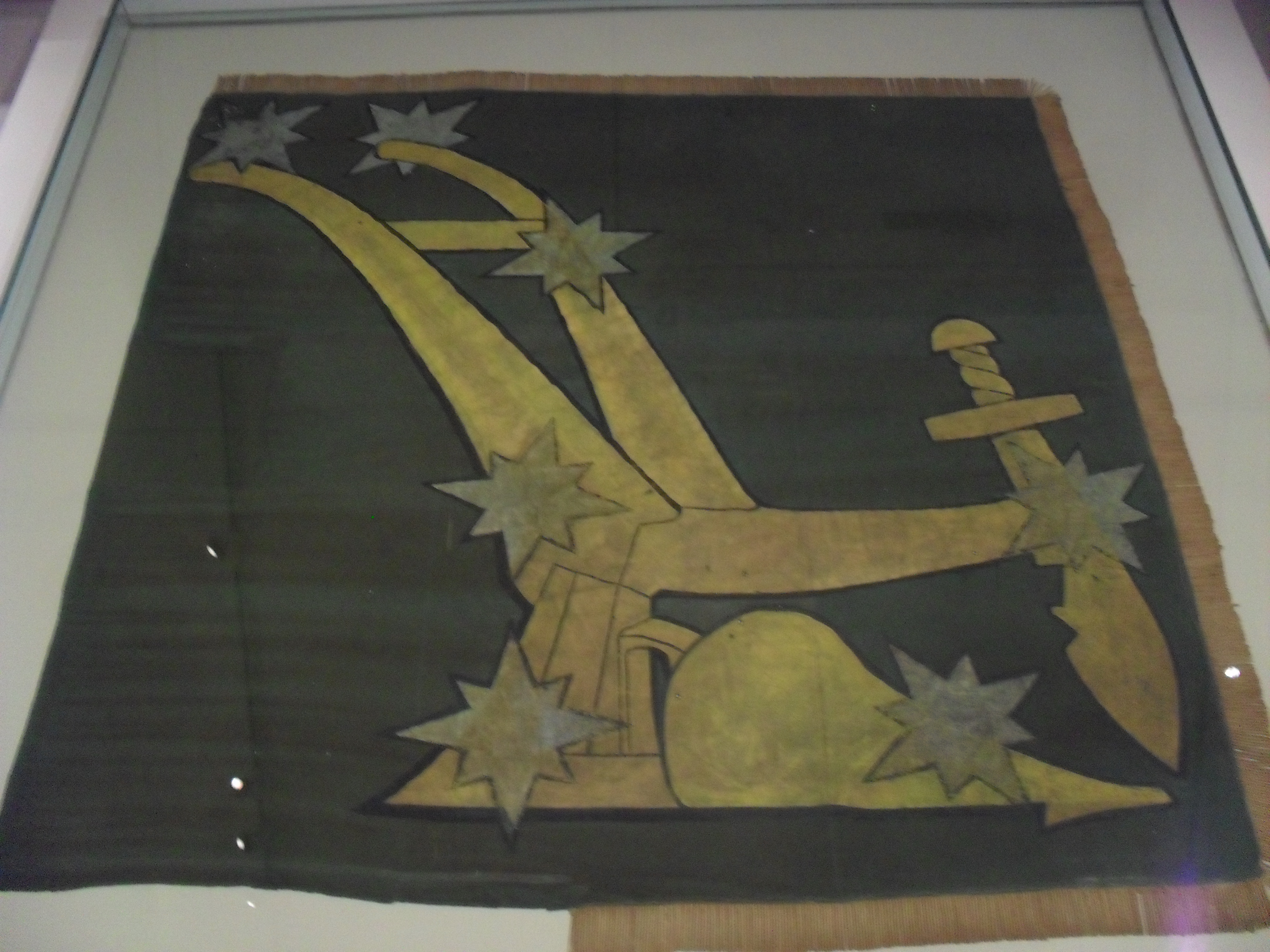
Arado Estrellado original de 1914.

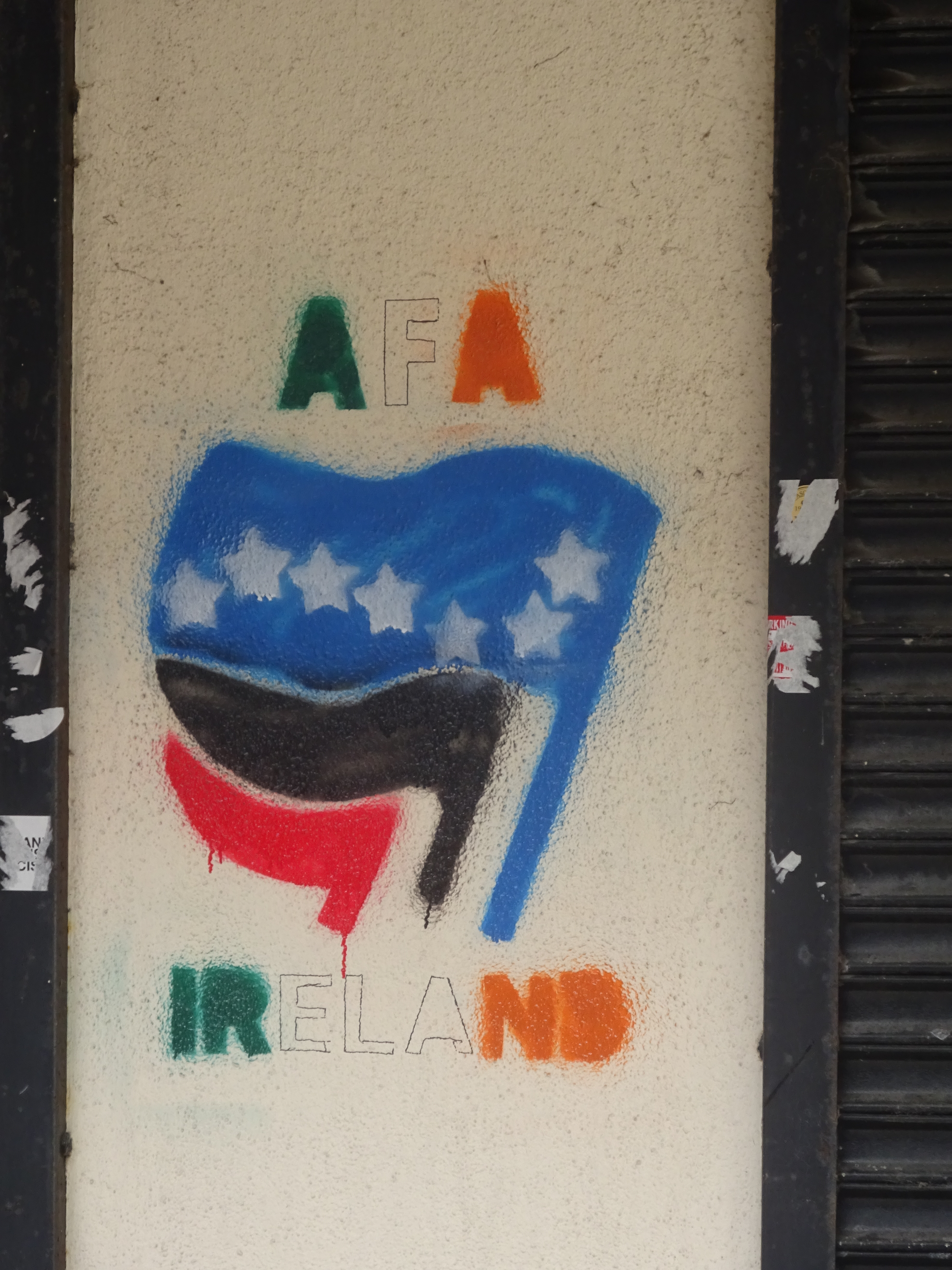
Arado Estrellado en un grafiti antifascista moderno, Longford.

El Arado Estrellado original fue desplegado el 5 de abril de 1914 e izado sobre el Hotel Imperial por el Ejército Ciudadano Irlandés durante el Levantamiento de Pascua. La bandera usada en el Levantamiento está expuesta en el Museo Nacional de Irlanda, Collins Cuartel, en Dublín.
En representaciones públicas de la ópera teatral El Arado y las Estrellas, obra de Seán O'Casey que toma su nombre de la bandera, solía haber disturbios cuando la bandera del Arado Estrellado aparecía en escena.
Durante la decáda de1930 el diseño cambió a un pendón azul que fue diseñado por miembros del Congreso Republicano, y que fue adoptado como el emblema del movimiento laboralista irlandés, incluyendo el Partido Laboralista irlandés. El Laboralismo adoptó la rosa como su emblema oficial en 1991 pero continuando el uso del Arado Estrellado en ocasiones ceremoniosas, y en 2021 el partido volvió a utilizar el Arado Estrellado como su símbolo principal (esta vez con estrellas blancas sobre un fondo rojo). Es también utilizada por republicanos irlandeses y ha sido ondeada junto a la tricolor irlandesa y banderas provinciales irlandesas y el sunburst, así como la bandera roja del IRA Provisional, IRA de la Continuidad, IRA Auténtico, IRA Oficial y la Organización de la Liberación del Pueblo Irlandés y en manifestaciones y funerales del Ejército Irlandés de Liberación Nacional.
El diseño más antiguo que representa el arado es todavía utilizado ocasionalmente por el Partido Republicano Socialista Irlandés, Sinn Féin, Partido de los Trabajadores de Irlanda (anteriormente conocido como Sinn Féin Oficial) y muchos otros partidos republicanos socialistas.
Similar a la bandera de Alaska, Estado de EE. UU., el Arado Estrellado es anterior a ésta más de una década.
En Irlanda del Norte, la bandera es a menudo quemada por activistas lealistas como protesta.